# Vișeu de Jos (gmina)
Vișeu de Jos – gmina w Rumunii, w okręgu Marmarosz. Obejmuje tylko jedną miejscowość Vișeu de Jos. W 2011 roku liczyła 4934 mieszkańców.